# Noodtoestand
De noodtoestand is een buitengewone rechtstoestand die wordt uitgeroepen door een overheid. Dit gebeurt middels een publiekrechtelijke bekendmaking, dat de  normale toestand en wetgeving tijdelijk niet van toepassing zijn.
Tijdens een noodtoestand kan een overheid zeer slagvaardig handelen, zonder voor een beslissing eerst toestemming te hoeven vragen aan een parlement of gemeenteraad, of overleg met inwoners te moeten voeren.
Bij natuurrampen, zoals een overstroming, een aardbeving of een orkaan, kan de noodtoestand worden uitgeroepen. De noodtoestand in het geval van een oorlog is de staat van oorlog. In nog ernstigere gevallen, bijvoorbeeld bij een afgesneden bevoorrading van een omsingelde stad, kan een staat van beleg worden afgekondigd. Hierbij worden bijzondere justitiële bevoegdheden toegekend aan het militair gezag. Een wet waarin een en ander wordt geregeld wordt wel een krijgswet genoemd.

## In een dictatuur
De noodtoestand is, vanwege de versterkte overheidsbevoegdheden en een verzwakte controle, een geliefd machtsmiddel  van dictator gebleken. In sommige landen, bijvoorbeeld Syrië, kan een eenmaal uitgeroepen noodtoestand jarenlang van kracht blijven. Om deze redenen zou volgens Amnesty International een noodtoestand hoogstens 90 dagen mogen duren, en moet deze volgens het BuPo-verdrag gemeld worden bij de VN.

## Na de Tweede Wereldoorlog
Voor de "staat van beleg" in Polen van 1981 tot 1983, zie Geschiedenis van Polen en Jaruzelski.

## Eenentwintigste eeuw
- Verenigde Staten van Amerika vanaf 11 september 2001
- Pakistan van 3 november tot 15 december 2007
- Egypte van 14 augustus tot 12 november 2013[2]
- Thailand van 20 mei 2014 tot 1 april 2015[3]
- Frankrijk (état d'urgence, een lager niveau dan état de siège) vanaf 14 november 2015[4]
- Tunesië vanaf 24 november 2015[5]
- Venezuela vanaf 14 mei 2016[6]
- Turkije vanaf 20 juli 2016
- Filipijnen vanaf 4 september 2016
- Ethiopië vanaf 8 oktober 2016[7]
- Verenigde Staten van Amerika vanaf 15 februari 2019[8][9]
- Italië vanaf 31 januari 2020[10]
- Verenigde Staten van Amerika vanaf 13 maart 2020[11]
- Spanje vanaf 14 maart 2020[12]
- Oekraïne vanaf 24 februari 2022[13]
- Zuid-Korea van 3 december t/m 4 december 2024[14]

## In Nederland
Sinds de invoering van de Coördinatiewet uitzonderingstoestanden in 1996 kent 
Nederland twee soorten van noodtoestand: "beperkte noodtoestand" en "algemene noodtoestand". Als de regering bij koninklijk besluit de beperkte of algemene noodtoestand afkondigt en dit besluit in het Staatsblad wordt gepubliceerd, kunnen allerlei noodmaatregelen worden doorgevoerd. Die noodmaatregelen worden genoemd in wetten als de Wet buitengewone bevoegdheden burgerlijk gezag, de Oorlogswet voor Nederland, Noodwet rechtspleging, Wet verplaatsing bevolking, Wet militaire inundatiën, Kaderwet dienstplicht, Inkwartieringswet, Vervoersnoodwet, Havennoodwet, Hamsterwet, Distributiewet, Vorderingswet, Noodwet voedselvoorzieningen, Noodwet arbeidsvoorziening, Noodwet geneeskundigen, Noodwet financieel verkeer en de Vaarplichtwet.
De overheid kan dan bijvoorbeeld overgaan tot evacuatie van de bevolking, het vorderen van allerlei hulpkrachten en hulpmiddelen, gebieden tot verboden gebied verklaren of een avondklok instellen.
In geval van een naderende dijkdoorbraak kan een noodtoestand worden uitgeroepen. Diverse noodverordeningen kunnen dan van kracht worden. Een waterschap kan tot directe versterking van waterkeringen overgaan, zonder overleg met eigenaren, pachters of andere betrokkenen.

## In België
Grondwettelijk gezien kent België geen noodtoestand. Daarin toonde de constituante van 1830 een sterker vertrouwen in de rechtstaat dan de opstellers van het EVRM 120 jaar later, die een uitzonderingsregime toelieten in artikel 15. Het is de Grondwet zelf die zijn gehele of gedeeltelijke opschorting verbiedt (artikel 187). In oorlogstijd geldt weliswaar de krijgswet, althans volgens de besluitwet van 1916. Dan kan het leger zonder gerechtelijke controle onder meer nachtelijke perquisities en lichamelijke doorzoekingen verrichten, alsook vreemdelingen verwijderen uit plaatsen waar zij schadelijk zouden kunnen zijn. De meeste constitutionalisten stellen grote vraagtekens bij de grondwettigheid van deze besluitwet, die weliswaar is gevalideerd door een cassatie-arrest van 1940. In elk geval geldt deze uitzondering hoogstens wanneer de staat van oorlog of de staat van beleg in voege is. Daarbuiten kan er in België geen noodtoestand worden uitgeroepen, wat inhoudt dat de grondwettelijke rechten en vrijheden in alle omstandigheden van kracht blijven.

## Ramptoestand
In sommige landen wordt de hoogste fase van een noodtoestand uitgeroepen tot een “ramptoestand”, waardoor de autoriteiten tijdelijk verregaande maatregelen kunnen treffen. Dit was bijvoorbeeld het geval in augustus 2020 in de Australische deelstaat Victoria, na een plotse en heftige tweede uitbraak van de coronapandemie. Een ramptoestand gaat verder dan volksgezondheidskwesties, en is bedoeld om noodsituaties als natuurrampen, explosies, terrorisme of gijzeldrama’s te beheren, maar kan ook worden gebruikt om een epidemie aan te pakken. In januari 2020 werd de ramptoestand in Victoria al gebruikt tijdens de bosbranden, maar dan wel beperkt tot specifieke gebieden.

## Noodtoestand in juridische zin:overmacht
Men kan zich op een noodtoestand  beroepen om een hoger rechtsgoed te beschermen, bijvoorbeeld bij: 
- het plegen van verkeersovertredingen, om een ziekenwagen met optische en geluidssignalen voorrang te verlenen;
- het plegen van een levensreddende abortus;
- de schending van het beroepsgeheim door een hulpverlener, bij het melden van ernstige ontsporingen zoals kinderverkrachting.

In juridische zin vallen bovengenoemde gevallen onder  overmacht.